# Scope DJ
Scope DJ (bürgerlich Dennis Koehoorn; * 3. Oktober 1982 in Kampen, Niederlande) ist ein Euphoric Hardstyle-DJ und -Produzent. 

## Biografie
2008 bekam Koehoorn ein Angebot von Scantraxx, wo er bis zuletzt noch seine Produktionen veröffentlichte.
Ende 2009 startete er mit seinem Labelkollegen A-Lusion das Produzenten-Duo Second Identity. Unter diesem Pseudonym produzierten die beiden ein Album, das auf der Hard Bass 2010 vor 20.000 Besuchern zum ersten Mal gespielt wurde. Nach dem Erscheinen des Albums fokussierten sich beide Produzenten wieder auf ihre Solokarrieren.
Scope DJ trat unter anderem beim Defqon.1 auf.

## Diskografie

### Alben
| Bild | Titel                                      | Artist              | Release          | Label     |
| ---- | ------------------------------------------ | ------------------- | ---------------- | --------- |
|      | A-lusion & Scope DJ presen Second Identity | A-Lusion & Scope DJ | 14. Oktober 2010 | Scantraxx |

### Singles/EPs
| Bild | Titel                                                 | Artist                  | Release            | Label             |
| ---- | ----------------------------------------------------- | ----------------------- | ------------------ | ----------------- |
|      | Shimmy Shaker                                         | Scope                   | 16. September 2004 | Confusion Records |
|      | Lockdown                                              | Scope DJ                | 6. November 2007   | Next Chapter      |
|      | Rock Hypnotic / Twilight                              | Scope DJ                | 21. Mai 2008       | Scantraxx         |
|      | Final Destination                                     | Scope DJ                | 1. Dezember 2008   | Scantraxx Special |
|      | Between Worlds / Reaching Out                         | A-Lusion meets Scope DJ | 20. April 2009     | Scantraxx Silver  |
|      | My Vision                                             | Scope DJ                | 11. Juni 2009      | Scantraxx Special |
|      | Surreality / The Portal                               | Scope DJ                | 12. Oktober 2009   | Scantraxx Silver  |
|      | Househeads / Mashed Up Vol. 1                         | Scope DJ                | 30. April 2010     | Scantraxx Silver  |
|      | Wave Pattern / Omniverse                              | Scope DJ                | 27. Dezember 2010  | Scantraxx Silver  |
|      | Into The Capital (Official Bassleader Anthem 2011)    | Scope DJ                | 8. Mai 2011        | Scantraxx Special |
|      | Traveling                                             | Coone & Scope DJ        | 16. Mai 2011       | Dirty Workz       |
|      | Stargazer / Rock Hypnotic Again (2011 Refixx)         | Scope DJ                | 29. August 2011    | Scantraxx         |
|      | Hypersonic                                            | Scope DJ                | 21. November 2011  | Scantraxx         |
|      | Scream For More (Fantasy Island Festival 2012 Anthem) | Scope DJ                | 29. Mai 2012       | Scantraxx Special |
|      | Free Again                                            | Scope DJ & Coone        | 5. Juni 2012       | Scantraxx         |
|      | Robot                                                 | Scope DJ & Audiofreq    | 9. Juli 2012       | Scantraxx         |
|      | Spark Of Life                                         | Scope DJ                | 29. Oktober 2012   | Scantraxx         |
|      | Droid                                                 | Scope DJ                | 24. Dezember 2012  | Scantraxx         |
|      | A New Beginning (Official Rebirth Anthem 2013)        | Scope DJ                | 29. April 2013     | Scantraxx Special |
|      | Tears Will Dry                                        | A-Lusion & Scope DJ     | 19. Dezember 2014  | Lussive Music     |
|      | Locked Down Again (The Prophet Remix)                 | Scope DJ                | 22. Februar 2016   | Scantraxx         |

### Remixe
| Bild | Titel                                              | Artist                             | Release           | Label             |
| ---- | -------------------------------------------------- | ---------------------------------- | ----------------- | ----------------- |
|      | Music In You (Scope DJ Loves The Reverse Bass Rmx) | A-Lusion Presentz Sylenth & Glitch | 27. Oktober 2008  | Scantraxx         |
|      | Not E-Nuff (Scope DJ RMX)                          | DJ Duro & The Prophet              | 11. Juni 2009     | Scantraxx Special |
|      | Spin That Shit (Scope DJ Remix)                    | Frontliner & Wildstylez            | 9. November 2009  | Scantraxx Special |
|      | Sexbusters (Scope DJ Remix)                        | Tuneboy                            | 12. November 2009 | Titanic Records   |
|      | Midnight (Scope DJ Remix)                          | Dr. Rude                           | 14. Februar 2011  | Dirty Workz       |
|      | Break The Rules (Scope DJ & A-Lusion RMX)          | Brooklyn Bounce & DJ Zealot        | 8. August 2011    | Scantraxx         |
|      | Who I Am (Scope DJ Remix)                          | Frontliner ft. MC Villain          | 19. Dezember 2011 | Scantraxx         |

## Auszeichnungen und Rekorde
- Hardstyle.com Top 40 2012, Woche 28: Platz 1 mit Scope DJ & Audiofreq - Robot[3]